# Castello a base quadrangolare

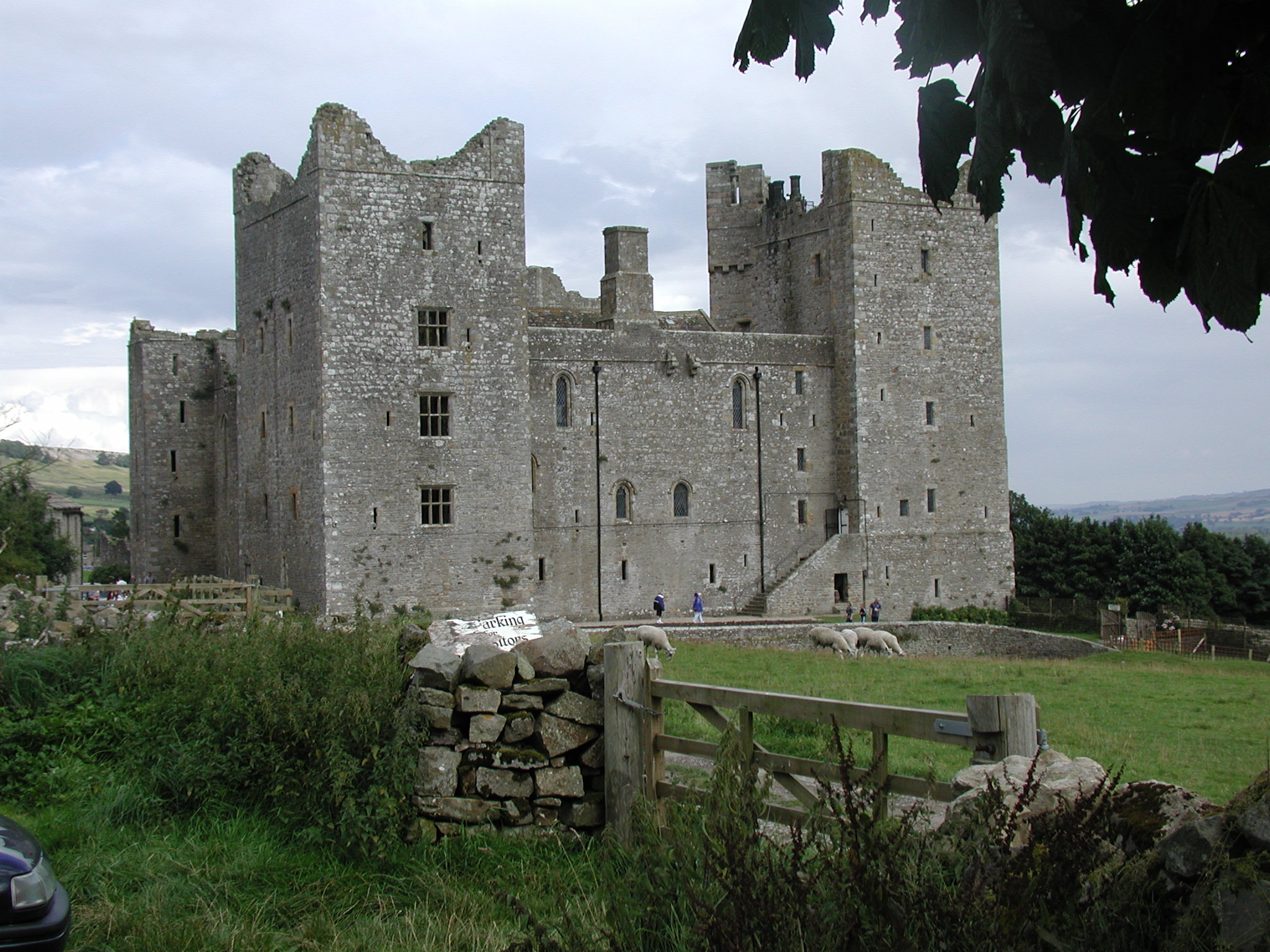
Castello di Bolton, in Inghilterra

Un castello a base quadrangolare è un tipo di castello caratterizzato da una serie di edifici che si integrano con il muro di cortina, i quali racchiudono una corte centrale o un quadrangolo, e che tipicamente sono delimitati agli angoli da torri. Non esiste un dongione, e spesso neanche un corpo di guardia. La forma quadrangolare è stata utilizzata soprattutto nella seconda metà del XIV secolo, e segna la transizione dalla struttura difensiva a una orientata più all'uso domestico.
Solitamente i castelli quadrangolari mostrano un approccio sofisticato e complesso alla pianificazione degli spazi interni.

## Durham
| Immagine | Voce               | Luogo  | Data costruzione | Coordinate             |
| -------- | ------------------ | ------ | ---------------- | ---------------------- |
|          | Castello di Lumley | Durham | 1389             | 54.8547°N 1.55293°W    |
|          | Castello di Raby   | Durham | 1378             | 54.590833°N 1.801944°W |

## South Oxfordshire
| Immagine | Voce                 | Luogo             | Data costruzione | Coordinate          |
| -------- | -------------------- | ----------------- | ---------------- | ------------------- |
|          | Castello di Shirburn | South Oxfordshire | 1338             | 51.6576°N 0.9938°W  |
|          | Greys Court          | South Oxfordshire | 1348             | 51.545°N 0.956164°W |

## West Dorset
| Immagine | Voce                  | Luogo       | Data costruzione | Coordinate          |
| -------- | --------------------- | ----------- | ---------------- | ------------------- |
|          | Castello di Chideock  | West Dorset | 1375s            | 50.7343°N 2.81825°W |
|          | Castello di Woodsford | West Dorset | 1336             | 50.7126°N 2.34389°W |

## Misc
| Immagine | Voce                            | Luogo                    | Data costruzione | Coordinate                                |
| -------- | ------------------------------- | ------------------------ | ---------------- | ----------------------------------------- |
|          | castello di Bodiam              | East Sussex              | 1385             | 51.0023°N 0.543519°E                      |
|          | Castello di Bolton              | Richmondshire            | 1379             | 54.3221°N 1.94991°W                       |
|          | Castello di Caverswall          | Staffordshire Moorlands  | 1275             | 52.9826°N 2.0746°W                        |
|          | Castello di Cawood              | Selby                    | 1378             | 53.8313°N 1.1278°W                        |
|          | Castello di Chillingham         | Chillingham              | 1344             | 55.526°N 1.905°W                          |
|          | Castello di Cooling             | Medway                   |                  | 51.4554°N 0.523084°E                      |
|          | Castello di Danby               |                          | 1400             | 54.4555°N 0.895197°W                      |
|          | Castello di Farleigh Hungerford | Mendip                   | 1383             | 51.3174°N 2.2869°W                        |
|          | Castello di Ford                |                          | 1338             | 55.6314°N 2.09025°W                       |
|          | Castello di Greystoke           | Eden                     | 1353             | 54.67°N 2.87757°W                         |
|          | Castello di Hemyock             | Mid Devon                | 1380             | 50.9125°N 3.23156°W                       |
|          | Castello di Hever               | Hever                    | 1271             | 51.186944°N 0.113889°E                    |
|          | Castello di Maxstoke            |                          | 1345             | 52.4994°N 1.67167°W                       |
|          | Castello di Moor End            | Northamptonshire         | 1347             | 52.0949°N 0.900155°W                      |
|          | Castello di Ravensworth         |                          | 1350s            | 54.9262°N 1.6384°W                        |
|          | Castello di Sherriff Hutton     | North Yorkshire Ryedale  | 1382             | 54.0881°N 1.00519°W 54.0864°N 1.00643°W   |
|          | Castello di Somerton            | North Kesteven           | 1281             | 53.1174°N 0.57616°W 53.1175°N 0.57558°W   |
|          | Castello di Starborough         |                          | 1341             | 51.1783°N 0.03864°E                       |
|          | Castello di Westenhanger        |                          | 1343             | 51.0951°N 1.03053°E                       |
|          | Castello di Wingfield           | Mid Suffolk              | 1384             | 52.3479°N 1.2614°E                        |
|          | Castel Woodcroft                |                          | 1280             | 52.6263°N 0.3172°W                        |
|          | Castello di Wressle             | East Riding of Yorkshire | 1390s            | 53.7757°N 0.928979°W 53.7755°N 0.929291°W |
|          | Hartley Castle                  |                          | 1353             | 54.4691°N 2.33655°W                       |